# Bitwa o Glorieta Pass
Bitwa o Glorieta Pass rozegrała się w dniach 26–28 marca 1862 roku i zadecydowała o losach wojny secesyjnej na Zachodzie dlatego często nazywana jest "Gettysburgiem Zachodu". W bitwie tej oddział ochotników z Kolorado walczył z jedną z konfederackich kolumn generała Sibleya. Mimo że konfederaci byli przekonani, że bitwę wygrali i zadali spore straty oddziałom unionistów, to w rzeczywistości niewielki oddział (450 ludzi) pod dowództwem majora Chivingtona obszedł pozycje południowców i zniszczył ich tabory, co w rezultacie zmusiło ich do odwrotu.

## Kampania gen. Sibleya w Nowym Meksyku
Przełęcz Glorieta (ang. Glorieta Pass) posiadała w czasie wojny secesyjnej znaczenie strategiczne, bowiem była usytuowana na południowym krańcu gór Sangre de Cristo, na południowy wschód od Santa Fe, na ważnej drodze Santa Fe Trail.
Konfederacja w roku 1862 utworzyła tzw. "Terytorium Arizony" na obszarach południowej Arizony i Nowego Meksyku. Celem strategicznym było utrzymanie lądowego połączenia z sympatykami Konfederacji w Kalifornii, w związku z powyższym należało zniszczyć wojska Unii w Nowym Meksyku, by zapobiec przerwaniu tego istotnego szlaku transportowego. Terytorium to miało swą stolicę w Mesilli, koło dzisiejszego Las Cruces.  
Dowodzić działaniami w Nowym Meksyku miał konfederacki generał brygady Henry Hopkins Sibley, wspierany przez swego wypróbowanego towarzysza Phillipa Richbourga. Jego przeciwnikiem był płk. Edward Canby. Sibley, który miał za zadanie zdobyć Fort Craig, wymanewrował Canby'ego w lutym w bitwie pod Valverde, zmusił go do wycofania się do fortu i pomaszerował wzdłuż Rio Grande, by zająć Santa Fe 10 marca. Fort Craig pozostał niezdobyty zagrażając liniom zaopatrzeniowym Sibleya z Teksasu. Sibley założył swoją główną kwaterę w opuszczonych przez unionistów magazynach w Albuquerque. By zdobyć Fort Craig należało opanować starą pionierską drogę "Santa Fe Trail" i panującą nad nią przełęcz Glorieta.

## Bitwa
W marcu 1862 liczące około 200-300 teksańczyków siły konfederackie pod dowództwem mjr. Charlesa L. Pyrona rozbiły się obozem pod zabudowaniami Johnson’s Ranch na północnym krańcu przełęczy. Mjr John M. Chivington, który miał ponad 400 żołnierzy Unii, wkroczył rankiem 26 marca na przełęcz i zaatakował siły konfederatów. Krótko po południu ludzie Chivingtona wzięli do niewoli kilku konfederatów i dopiero wtedy zorientowali się, że za nimi są większe siły nieprzyjaciela. Chivington poszedł za ciosem, ale artyleria konfederatów zmusiła go do odwrotu. Przegrupował w związku z czym swe siły, podzielił na dwa oddziały, które rozmieścił po obu stronach przełęczy, wziął konfederatów w krzyżowy ogień i zmusił do odwrotu. 
Pyron wycofał się o ponad dwa kilometry, aż do zwężenia się przełęczy i tam przygotował obronę. Tymczasem unioniści powtórzyli poprzedni manewr, obsadzili wzgórza i otworzyli zmasowany ogień karabinowy na ludzi Pyrona stłoczonych w wąwozie. Konfederaci zaczęli uciekać, a kawaleria Unii podczas szarży wzięła do niewoli żołnierzy ich straży tylnej. Chivington zaprzestał pościgu i cofnął się do zabudowań Kozlowski’s Ranch.

## Drugi i trzeci dzień
Drugiego dnia nie toczono walk, natomiast obie strony otrzymały wsparcie. Oddział ppłk. Williama R. Scurry’ego wzmocnił konfederatów tak, że ich siły wzrosły do około 1100 żołnierzy. Równocześnie wzmocnieniu uległy wojska unionistów, do których dołączył płk milicji John P. Slough na czele 900 ludzi z Kolorado. 
Zarówno Slough jak i Scurry zdecydowali się na atak, który podjęli wcześnie rano 28 marca. Gdy Scurry ruszył poprzez kanion, dostrzegł siły unionistów nadciągające z przeciwnej strony, więc zatrzymał się i przygotował do odparcia uderzenia, ustawiając w linii swą spieszoną kawalerię. Slough uderzył przed godziną 11.00. Konfederaci utrzymali się na pozycjach, a ataki i kontrataki trwały przez całe popołudnie, przy czym konfederaci zdobywali - metr za metrem - przewagę. Bitwa zakończyła się, gdy Slough wycofał się najpierw do Pigeon’s Ranch, a następnie do Kozlowski’s Ranch. Scurry, który uznał, że bitwę wygrał, wkrótce wycofał się również. Tymczasem ludzie Chivingtona dostrzegli niemal nie bronione tabory Scurry’ego w pobliżu Johnson’s Ranch i zniszczyli je, zmuszając pozbawionych zaopatrzenia konfederatów do odwrotu do Santa Fe.

## Rezultat
Santa Fe było pierwszym etapem cofania się konfederatów do San Antonio w Teksasie. Unioniści wygrali dzięki - wielokrotnie później potępianemu (niehonorowemu) atakowi unionistów na tabory - odbierając konfederatom inicjatywę. Bitwa o Glorieta Pass była punktem zwrotnym w zmaganiach o posiadanie terytorium Nowego Meksyku i całego południowego zachodu USA.